# Tropical Depression
Tropical Depression (Depresión tropical),  fue una banda musical de reggae de Filipinas formada en 1990, por el vocalista Dominic "Papadom" Gamboa (1965 † 2013), el guitarrista Lito Crisostomo, el bajista Pexx Holigores, los tecladistas TJ Espinola y Mike Llacar y el baterista y vocalista de respaldo Lala Lejeune. El grupo se disolvió en el 2013 tras la muerte de Dominic Gamboa.